# Stonehenge Apocalypse
Stonehenge Apocalypse è un film TV del 2010 per la regia di Paul Ziller. Ha per protagonisti Misha Collins, Torri Higginson, Peter Wingfield e Hill Harper. La pellicola segue le vicende di alcuni disastri naturali misteriosamente collegati a Stonehenge.

## Trama
Un'antica profezia viene alla luce quando alcuni archeologi rinvengono un'antica camera egizia in Inghilterra, innescando un impulso elettromagnetico devastante che ha origine a Stonehenge e che trasmette onde d'urto distruttive in tutto il mondo.
Quando le piramidi azteche iniziano a sbriciolarsi e le pietre prendono vita da sole, un conduttore radiofonico, un team di scienziati e un commando militare britannico cercano di impedire alla stessa forza responsabile di creare nuova vita sulla Terra, eliminando quella già esistente.

## Accoglienza
Alla première, il film è stato visto da 2,1 milioni spettatori.